# 전자빔 리소그래피

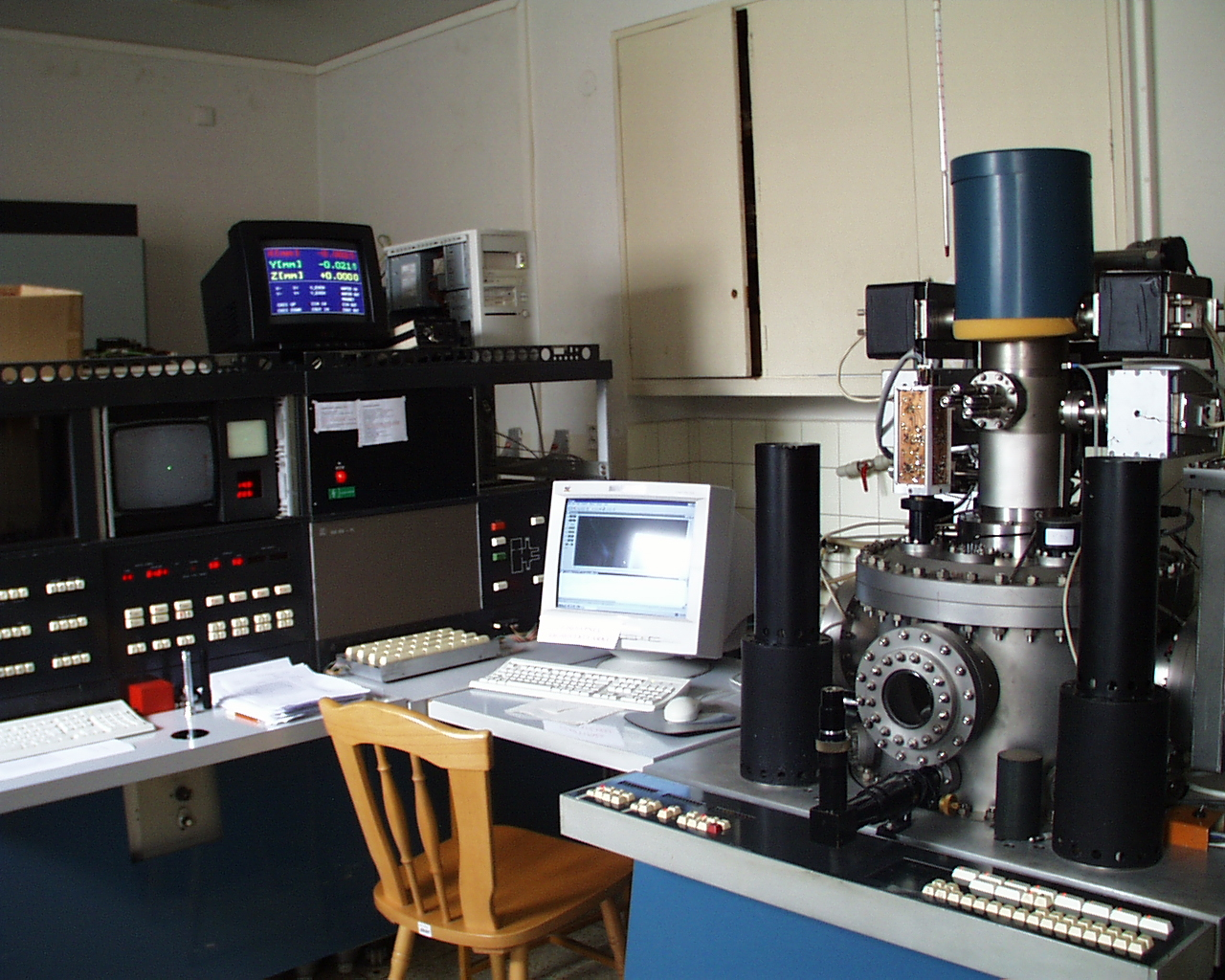
전자빔 리소그래피 셋업의 예

전자빔 리소그래피(Electron-beam lithography, e-빔 리소그래피, EBL로 약칭)는 집중된 전자 빔을 스캐닝하여 레지스트(노출)라고 하는 전자 감응 필름으로 덮인 표면에 맞춤형 모양을 그리는 방법이다. 전자빔은 레지스트의 용해도를 변화시켜 레지스트를 용매에 담그어 레지스트의 노출 또는 비노출 영역을 선택적으로 제거할 수 있다. 포토리소그래피와 마찬가지로 목적은 종종 에칭을 통해 기판 재료로 전사될 수 있는 레지스트에 매우 작은 구조를 만드는 것이다.
전자빔 리소그래피의 주요 장점은 10nm 미만의 해상도로 맞춤형 패턴(직접 기록)을 그릴 수 있다는 것이다. 이러한 형태의 마스크 없는 리소그래피는 해상도는 높지만 처리량이 낮기 때문에 포토마스크 제조, 반도체 소자의 소량 생산, 연구개발에만 사용이 제한된다.

## 같이 보기
- 포토리소그래피